# قسم الكيود (حارة)

تعديل مصدري - تعديل

قسم الكيود إحدى حارات مدينة النادرة بمحافظة إب، بلغ تعداد سكانها 797 نسمة حسب تعداد اليمن لعام 2004.